# 아내는 고백한다
"아내는 고백한다"는 1964년 공개된 대한민국의 영화이다. 마스무라 야스조 감독의 동명 영화를 리메이크한 작품이다.

## 배역
- 김혜정
- 김석훈
- 박암
- 김동원
- 김승호
- 태현실
- 이업동
- 전옥
- 이충범
- 석귀녀
- 김웅
- 김효심
- 이성일
- 박순봉
- 지방열
- 정철
- 이충열
- 김옥

## 수상
- 1965년 제8회 부일영화상
  - 여우주연상 - 김혜정